# Johann Antonín Koželuh
Pour les articles homonymes, voir Kozeluch.
Johann (Jan) Evangelista Antonín Thomáš Koželuh, né le 14 décembre 1738 à Velvary et décédé le 3 février 1814 à Prague, est un compositeur bohémien. De nos jours, il est perçu, avec Josef Mysliveček (1737-1781), comme l'un des premiers compositeurs d'opéra tchèques.

## Biographie
Fils du cordonnier František Koželuh (décédé le 7 octobre 1741 à Velvary) et de son épouse Anna, née Valentová (décédé le 6 mars 1755 à Velvary), il grandit dans la famille de son beau-père, le sculpteur Eustach Strzebsky. Johann Koželuh commence ses études musicales à l'école de Velvary et reçoit probablement ses premières leçons de musique de Florián Mikulovský, František Šebesta et Václav Vohánka ; il devient ensuite élève et choriste au collège des Jésuites de Brenitz (aujourd'hui Březnice) de 1751 à 1757 par l'intermédiaire de Philipp Reichsgraf von Kolowrat-Krasowsky (de). Il étudie ensuite à Prague avec Josef Seger et poursuit des études (probablement de philosophie) à partir de 1754 ou 1755. 
Il est ensuite actif pendant une courte période entre le 22 juillet 1759 et le 26 août 1760 comme cantor et regs chori à Rakovník puis, du 1er septembre 1760 au 15 juillet 1761, comme cantor à Velvary. Ensuite, il a été choriste (basse) à la cathédrale Saint-Guy et dans quelques églises de Prague et prend des cours de musique avec Joseph Ferdinand Norbert Seger. Entre 1763 et 1766, il complète son instruction à Vienne pour la composition auprès de Christoph Willibald Gluck, Florian Leopold Gassmann et pour le récitatif avec Johann Adolf Hasse et après la mort de Gassmann probablement aussi avec Antonio Salieri. À son retour à Prague, il compose et devient professeur de chant et de piano.
En 1768, le Divadlo v Kotcích (théâtre de Kotzen) de Prague présente son premier opéra italien, Alessandro nell'Indie, et en 1771, le second, Il Demofoonte.
Il devient ensuite maître de chapelle de l'église Saint-François d'Assise (de) (ou aussi église des Croisés) et en dirige la chorale. En 1776 et 1777, ses oratoires y ont été joués. Après la mort de Franz Xaver Brixi en 1771, il pose sa candidature au poste de maître de chapelle de la cathédrale de Prague, mais sans succès (les autres choristes ont protesté contre cette tentative). Il y parvint quelques années plus tard, lorsqu'il fut nommé successeur d'Anton Laube, le 2 mars 1784, au poste de maître de chapelle de la cathédrale Saint-Guy de Prague, poste qu'il occupa jusqu'à sa mort.Il y rassembla 439 compositions, entre autres de F.X. Brixi, A. Caldara, J.A. Hasse et M. Haydn. 
Parmi ses élèves, il faut citer Václav Praupner, Joseph Karl Ambrosch, Josef Proksch et son jeune cousin Leopold Anton Kozeluch, futur compositeur de la Cour impériale d'Autriche (1792-1813),,. Toute sa vie, il est resté dans l'ombre de son cousin Leopold Anton Kozeluch et avec lequel il est encore aujourd'hui souvent confondu - même dans les ouvrages spécialisés et divers catalogues d'œuvres. Il enseigne également la musique et la composition à ses fils Wenzel Franz (?-1839) et Vinzenz Emanuel (1780-1839), qui étaient des pianistes et des professeurs actifs à Prague dans la première moitié du 19e siècle, ainsi qu'à sa fille Barbara (1784-?), qui était chanteuse et pianiste.
Il a composé beaucoup d'œuvres de musique sacrée.
Il a également été l'organiste du monastère de Strahov.

## Considérations sur l'artiste
Johann Koželuh est l'un des plus importants compositeurs bohémiens de la seconde moitié du XVIIIe siècle. Sa musique était très appréciée par ses contemporains, à tel point qu'elle fut également jouée au cours du XIXe siècle. De son vivant, il était surnommé « le maître contrapuntiste », car il utilisait des formes polyphoniques dans ses œuvres sacrées, écrites principalement au début et à la fin de son activité de compositeur, dans lesquelles il réduisait le rôle des parties vocales solistes et virtuoses pour laisser place à l'expression harmonique et contrapuntique. Dans la période intermédiaire, cependant, la sphère opératique l'emporte : il est, après Josef Mysliveček, le deuxième compositeur tchèque à faire jouer ses propres œuvres lyriques à Prague.
Ses opéras suivent les canons de l'opera seria typique des œuvres de Niccolò Jommelli, à savoir l'alternance de récitatifs et d'arias coloratura (sous la forme réduite de l'aria da capo). Il a également employé des récitatifs accompagnés (par exemple dans son « Demofoonte »).
Ces œuvres se caractérisent par un lien étroit entre l'action dramatique et la partie orchestrale, qui a été façonnée par l'école de Mannheim et a joué un rôle important. Les œuvres religieuses écrites après 1784 montrent une réduction de la colorature et un retour à la polyphonie ; elles sont restées vitales même après la mort de J.A. Koželuh, tout comme le Concerto pour basson.

## Œuvres
J.A. Koželuh est un compositeur très prolifique ; il est difficile de déterminer son œuvre aujourd'hui en raison de l'attribution erronée de ses compositions à son cousin Leopold Kozeluch. On estime que J.A. Koželuh est l'auteur d'environ 400 œuvres.

### Opéras
- Alessandro nell'Indie (opera seria, livret de Pietro Metastasio, créé à Prague en 1769)
- Il Demofoonte (opera seria, livret de Pietro Metastasio, créé à Prague en 1771)

### Musique sacrée
- 400 œuvres sacrées environ, dont :
  - Quarante-cinq messes environ
  - 98 offertoires
  - 90 graduels
  - 60 arias
  - 30 motets
  - 10 Te Deum
  - Cinq requiems
  - Deux litanies
  - Deux oratorios
    - La morte d'Abel (oratorio pasquale, livret de Pietro Metastasio, 1776, Prague)
    - Gioas re di Giuda (oratorio pasquale, livret de Pietro Metastasio, 1777, Prague)

### Musique symphonique
- Quatre symphonies

### Musique concertante
- Un concerto pour hautbois
- Deux concertos pour basson, dont celui célèbre en ut majeur[7] (1766)
- Concerto en mi bémol majeur pour clarinette et orchestre (vers 1800), (Amos editio, Prague, AM0017, 2001) ; il est indiqué « authore Kozeluh » sur les partitions manuscrites d'orchestre[8].